# Potez 39
Potez 39 byl francouzský dvoumístný pozorovací a lehký bombardovací hornoplošník vyráběný firmou Potez začátkem 30. let 20. století. Jeho prototyp poprvé vzlétl v lednu 1930.

## Popis
Potez 39 byl celokovový dvoumístný vzpěrový hornoplošník. Jeho křídlo mělo rozpětí 16 m a trup byl 10 metrů dlouhý. Sériová verze Potez 390 dosáhla maximální rychlosti 240 km/h a dostupu 7 000 m.

## Varianty
Potez 390
Hlavní výrobní model vyrobený v počtu 100 kusů.
Potez 391
Exportní verze s motorem Lorraine 12Hars Pétrel vyrobená v počtu 13 kusů, z nichž 12 bylo vyvezeno do Peru.
Potez 391bis
Jeden plovákový letoun s motorem Lorraine 12Hars Pétrel vyrobený v roce 1931.
Potez 392
Jeden prototyp s motorem Hispano-Suiza 12Kb vyrobený v roce 1932.
Potez 393
Jeden prototyp s motorem Hispano-Suiza 12Ybr a dostupem zvýšeným na 10 500 m zalétaný v červenci 1933.

## Uživatelé

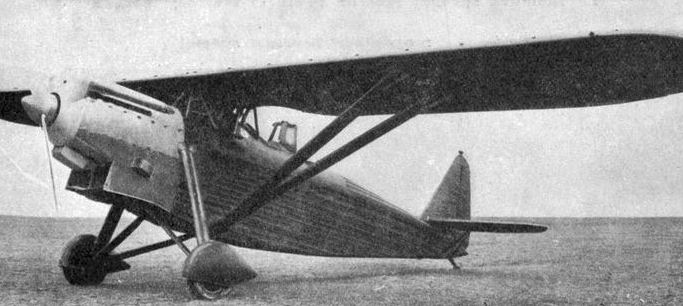
Potez 391

- Francie
  - Armée de l'air
- Peru
  - Peruánské armádní letectvo

## Specifikace (Potez 390)

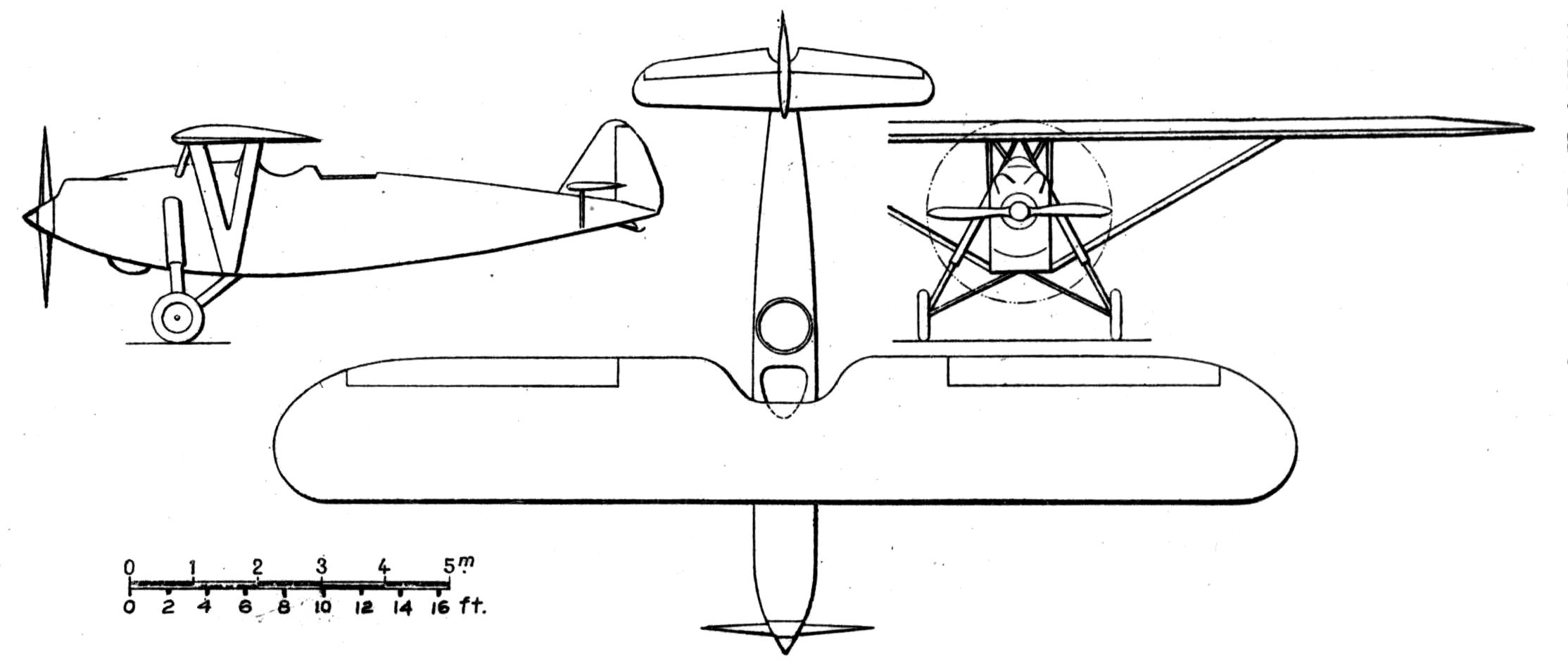
Třípohledový nákres Potezu 39 z archivů NACA

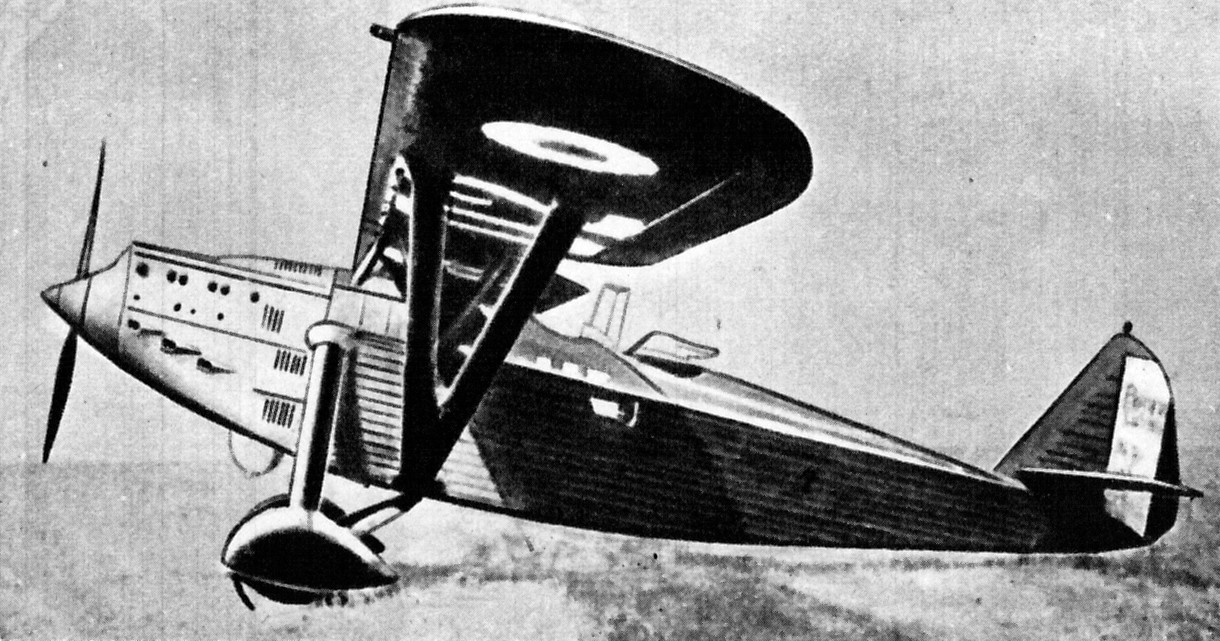
Potez 39A2

Údaje dle

### Technické údaje
- Osádka: 2 (pilot a pozorovatel/střelec)
- Délka: 10 m
- Rozpětí: 16 m
- Nosná plocha: 35 m²
- Výška: 3,40 m
- Prázdná hmotnost: 1 492 kg
- Vzletová hmotnost: 2 2250 kg
- Pohonná jednotka: 1 × kapalinou chlazený dvanáctiválcový vidlicový motor Hispano-Suiza 12Hb
- Výkon pohonné jednotky: 373 kW (500 k)

### Výkony
- Maximální rychlost: 240 km/h (na úrovni mořské hladiny)
- Dostup: 7 000 m
- Stoupavost: výstup do výše 3 500 m za 12 minut

### Výzbroj
- 1 × synchronizovaný kulomet Vickers ráže 7,7 mm
- 2 × pohyblivý kulomet Lewis ráže 7,7 mm
- 120 kg pum